# John W. Hubbard
John W. Hubbard ( 1898 - 1978 ) fue un agrónomo, botánico estadounidense, que trabajó extensamente con las floras de Sudamérica.

## Algunas publicaciones
- h.c. Mac Namara, r.e. Beckett, j.w. Hubbard. 1927. Growth and development of cotton plants at Greenville. Ed. USDA. 18 pp.
- 1933. Outlines of cotton culture in the San Joaquin Valley of California. Ed. U. S. Government printing office. 8 pp.
- 1956. Growth and mortality in a northern Minnesota forest. 2 pp.

### Libros
- john w. Hubbard, thomas a. Burch. 1967. Aggregate Farm Production and Income Effects of Changes in Cotton Allotments and Prices in South Carolina. Boletín 533, Volumen 4 de Farm Adjustment for Changing Conditions. 50 pp.

- La abreviatura «J.W.Hubb.» se emplea para indicar a John W. Hubbard como autoridad en la descripción y clasificación científica de los vegetales.[2]